# ER Весов
ER Весов (лат. ER Librae) — одиночная переменная звезда в созвездии Весов на расстоянии (вычисленном из значения параллакса) приблизительно 18627 световых лет (около 5711 парсеков) от Солнца. Видимая звёздная величина звезды — от +16m до +14,5m.

## Характеристики
ER Весов — пульсирующая переменная звезда типа RR Лиры (RR).